# Ingaí
Ingaí este un oraș în Minas Gerais (MG), Brazilia.